# Parlamentswahl in Kamerun 2020
Die Parlamentswahl in Kamerun 2020 fand am 9. Februar 2020 statt. Gewählt wurden die 180 Abgeordneten der Nationalversammlung in Kamerun. Gleichzeitig fanden Kommunalwahlen statt. Für den Ablauf der Wahl war die Wahlkommission ELECAM verantwortlich. Die Regierungspartei Rassemblement Démocratique du Peuple Camerounais (RDPC) erhielt 152 Sitze.

## Ausgangslage
Die letzte Parlamentswahl fand am 30. September 2013 statt. Die 2018 fällige Folgewahl wurde zweimal verschoben, bis sie mit dem turnusmäßigen Termin für die Kommunalwahlen zusammenfiel.
2013 hatte die Partei des Präsidenten Paul Biya, Rassemblement Démocratique du Peuple Camerounais (RDPC), 148 Sitze erhalten. Der Front Social Démocrate (FSD) erreichte 18 Sitze, die Union Nationale pour la Démocratie et le Progrès (UNDP) fünf Sitze. Die Union Démocratique du Cameroun (UDC) errang vier Sitze, die Union des Populations du Cameroun (UPC) drei und je ein Sitz ging an das Mouvement pour la Renaissance du Cameroun (MRC) und das Mouvement pour la Défense de la République (MDR).

## Wahlverfahren
Die 180 Abgeordneten der Nationalversammlung werden teils einzeln in Wahlkreisen in Mehrheitswahl gewählt, teils in Mehrpersonenwahlkreisen nach folgendem Wahlrecht: Erhält eine Partei über 50 % der Stimmen, erhält sie alle Sitze des Wahlkreises. Andernfalls erhält die stärkste Partei die Hälfte der Sitze des Wahlkreises, die anderen Parteien werden proportional nach dem Hare/Niemeyer-Verfahren berücksichtigt. Die 58 Wahlkreise entsprechen den Departments.

## Geschehen im Vorfeld der Wahl
Der traditionell mit der englischsprachigen Minderheit im Westen – bekannt als Südkamerun oder Ambazonia – verbundene FSD wurde durch englischsprachige Separatisten an der Aufstellung vieler Kandidaten gehindert, etwa durch Entführungen potenzieller Bewerber. Tödliche Übergriffe auf Zivilisten gab es in der Region sowohl durch Separatisten als auch – in Bali – durch Sicherheitskräfte. Separatisten entführten über einhundert Menschen, setzten mindestens drei Büros der ELECAM in Brand und drohten potenziellen Wählern mit Vergeltung.
Das MRC lehnte eine Beteiligung an der Wahl ab. In zahlreichen Wahlkreisen gab es keine Oppositionskandidaten.
Die Wahllisten der CPDM wurden erstmals abwechselnd mit Männern und Frauen besetzt.

## Ergebnis und weiteres Geschehen
Die RDPC erhielt zunächst 139 der 167 vergebenen Sitze. 13 weitere Mandate der englischsprachigen Region, in der die Wahl aufgrund organisatorischer Mängel am 22. März wiederholt wurden, gewann ebenfalls die RDPC, die damit auf 152 der 180 Mandate kam. Die UNDP bildet mit sieben Abgeordneten die zweitgrößte Fraktion. Im englischsprachigen Teil war die Wahlbeteiligung niedrig. Die Abstimmung wurde als „nicht frei und fair“ beurteilt.